# كأس الاتحاد الكوري الجنوبي 2000
كأس الاتحاد الكوري الجنوبي 2000 (هانغل: FA컵 2000) هو موسم من كأس الاتحاد الكوري الجنوبي. فاز فيه جونبك هيونداي موتورز.